# The Diamond Necklace
The Diamond Necklace é um filme mudo de drama histórico do Reino Unido, dirigido por Denison Clift e lançado em 1921.